# Reinaldo Manuel dos Santos
Reinaldo Manuel dos Santos (1731 — 1791) Arquiteto e engenheiro militar português, foi um dos maiores expoentes da arquitetura e do urbanismo pombalinos.
  

Aprendiz no canteiro de obras de Mafra, Reinaldo Manuel dos Santos conheceu por intermédio de Ludovice a obra do italiano Domenico Fontana, que exerceria forte influência sobre seu estilo. Após o terramoto de 1755, Santos fez parte da equipe de arquitetos e engenheiros militares que, sob a direção de Manuel da Maia, se ocupava da reconstrução de Lisboa. Conforme Horta Correia, 
“Ao começar a obra, a acção no terreno foi institucionalizada em atelier, como hoje seria, constituindo-se a Casa do Risco das Obras Públicas, que centralizou todo o trabalho de equipa quer em projectação, quer em edificação. Chefiada por Eugénio dos Santos até à sua morte (1760), sucedeu-lhe Carlos Mardel e Reinaldo Manuel dos Santos.”

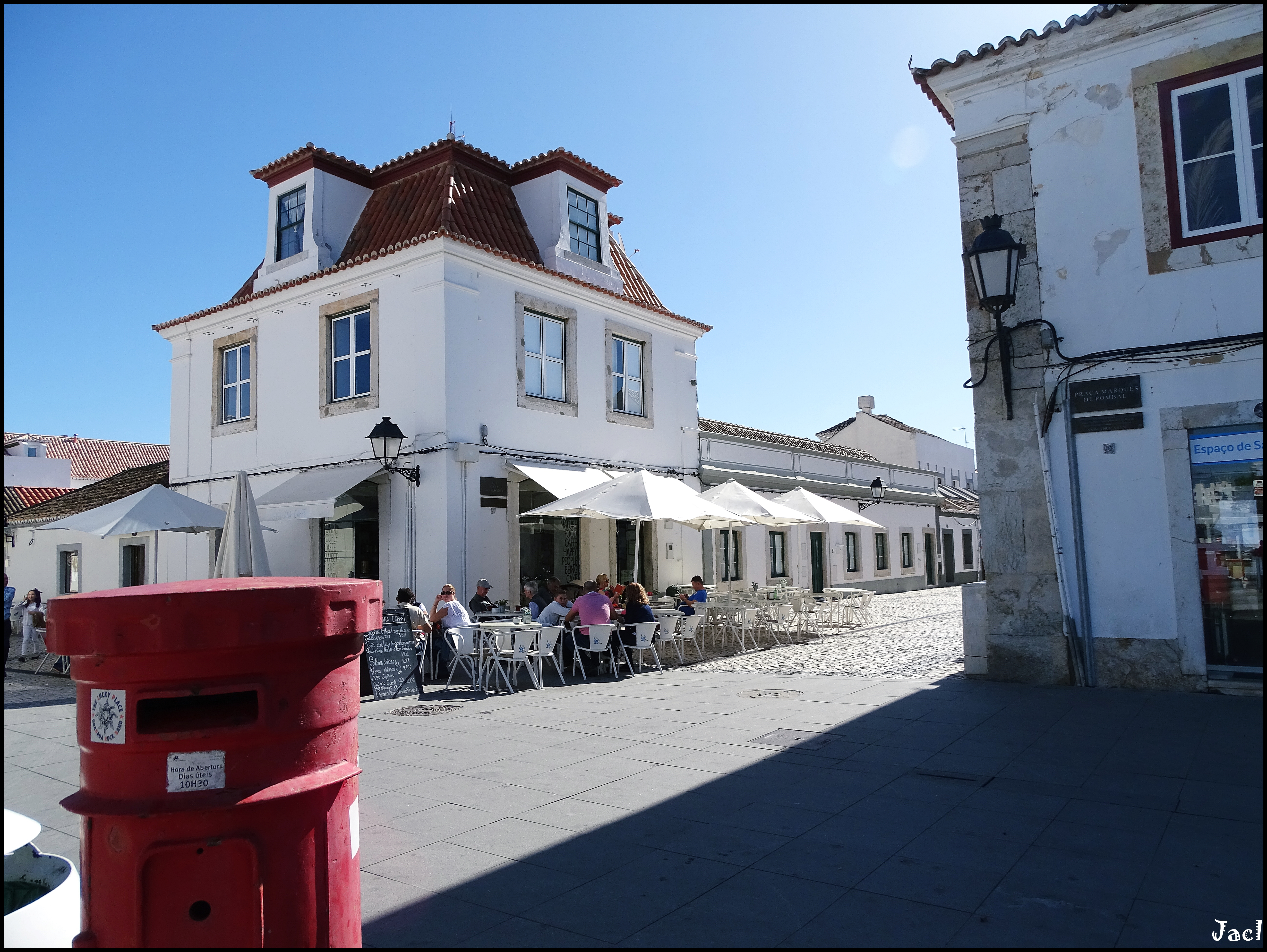
Vila Real de Santo Antônio, prédio do núcleo pombalino.

Após colaborar com Machado de Castro na ereção da estátua equestre de D. José I na Praça do Comércio, em Lisboa, o arquiteto projetaria as novas Igrejas dos Mártires e de S. Nicolau, o Chafariz das Janelas Verdes e o Passeio Publico (este último desapareceria na segunda metade do século XIX, para ceder lugar à Avenida da Liberdade).  
Ainda durante o reinado de José I, o Marquês de Pombal determinou a edificação de uma cidade nova às margens do Guadiana, junto à fronteira da Espanha. Esta cidade-fábrica, denominada de Vila Real de Santo Antônio, cujo propósito era dar incremento à exploração dos recursos piscatórios da região, foi erigida segundo os planos urbanísticos e arquitetônicos de Reinaldo Manuel dos Santos.
A autoria do projeto da Vila Real de Santo Antônio serve hoje de reforço à atribuição ao arquiteto da traça da Fábrica Nacional de Cordoaria, em Lisboa. “(…) embora não se conheça com exatidão a data do início das obras de construção, sabe-se que foi do Governo de Marquês de Pombal a decisão de lançar uma nova Cordoaria nos areais da Junqueira, aparentemente para proporcionar melhores condições do que aquelas em que se efetuava o fabrico do cordame no Arsenal de Marinha, na Ribeira das Naus. A construção acabou por ser executada no Reinado de D. Maria I, sendo Presidente do Erário Régio o Marquês de Angeja e Ministro da Marinha, Martinho de Melo e Castro, tendo sido supostamente confiada ao Arquiteto Reinaldo Manuel dos Santos que, entre outras obras, concluiria a Basílica da Estrela”. 

Director da Obra do Aqueduto das Águas Livres, de 1772 a 1791, Reinaldo Manuel dos Santos sucedeu a Mateus Vicente de Oliveira à frente dos trabalhos de construção da Basílica-Convento do Santíssimo Coração de Jesus, mais conhecida como a Basílica da Estrela. Nesta posição, ele alteraria o projeto primitivo, de que resultou o alteamento da cúpula e das torres laterais e um novo perfil para o frontão que remata a fachada.

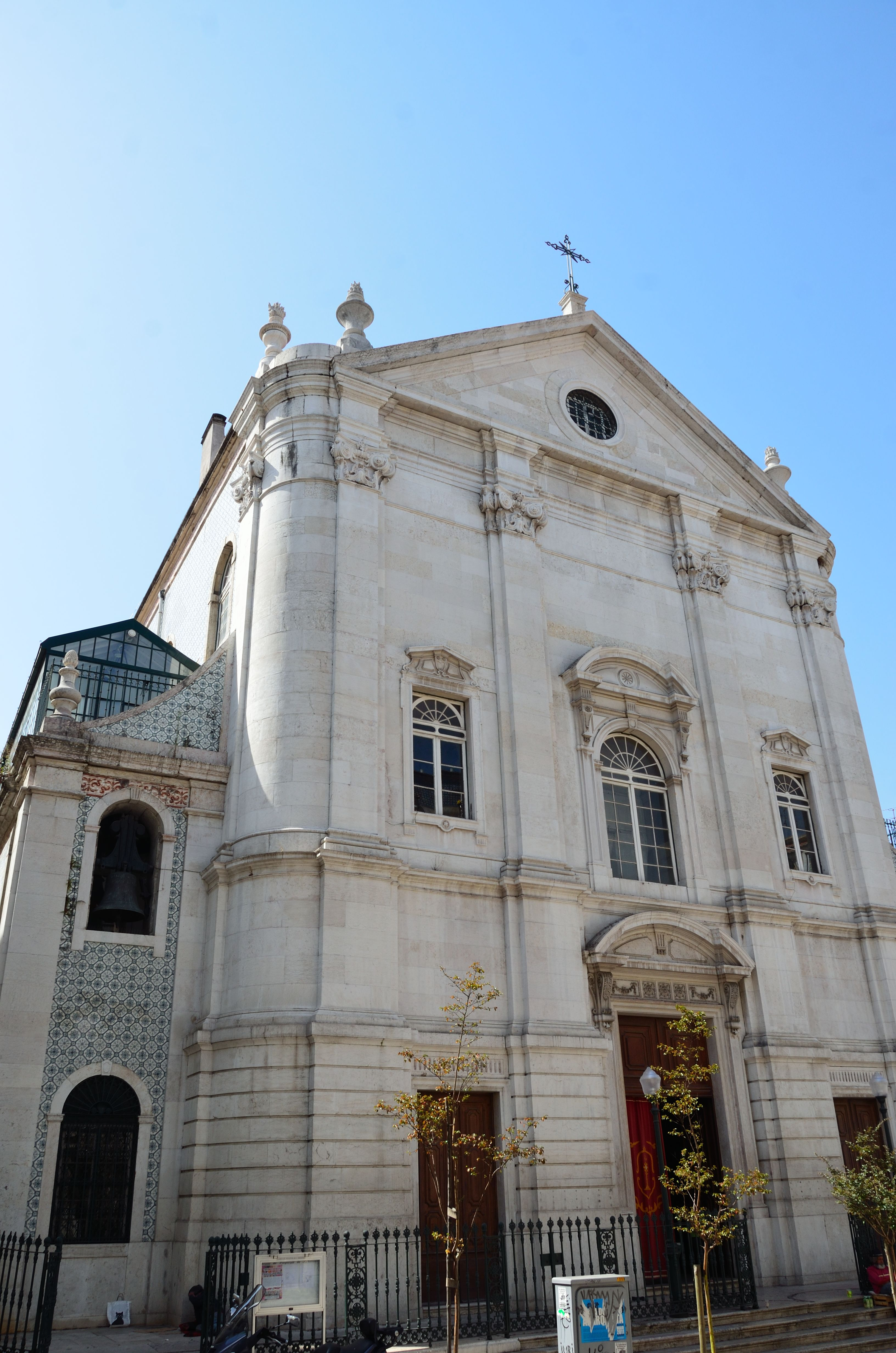
Fachada da Igreja de S. Nicolau (Lisboa).

## Obras
- Reconstrução da Igreja de Nossa Senhora dos Mártires (Lisboa)
- Reconstrução da Igreja de São Nicolau (Lisboa)[10]
- Chafariz do Largo do Carmo (Lisboa),[10] projetado em 1769-1770
- Chafariz da Buraca (Amadora),[10] projetado em 1771
- Chafariz das Janelas Verdes (Lisboa),[10] projetado em 1774
- Fábrica Nacional de Cordoaria ou Cordoaria Nacional (Lisboa), atribuição (data de construção incerta).
- Chafariz de Benfica (Lisboa),[10] projetado em 1779
- Chafariz da Rua de São Sebastião da Pedreira (Lisboa),[10] projetado em 1787
- Chafariz da Cruz das Almas (Lisboa)[10]
- Chafariz do Largo de São Paulo (Lisboa)[10]
- Passeio Público (Lisboa)[10]
- Basílica da Estrela (Lisboa)[1]